# Deportații
Deportații este un film românesc din 2016 regizat de Filaret Acatrinei, Cristian Amza, Dan Micu, Radu Găină, Nicoleta Epure, Georges Boisnard.